# 當然成員
當然成員（英語：ex officio member），又稱依據職權成員、附帶職務成員，是一个拉丁语短语，字面意思是“由职权”或“由公职”。在英语中，它通常用来描述某人担任某个职务或职位时，自动地获得的附带权力、或地位。不过，这种附带权力不是基于个人选择或选举得到的，而是基于某人担任特定职务的事实。
举例来说，如果某人担任学校董事会主席，他/她可能会“Ex officio”成为教育委员会的一员。这意味着他/她不需要经过选举或其他程序，而是因为担任主席职务而自动成为委员会的一员。“Ex officio”成员通常具有特定的权力和责任，以确保他们能够有效履行其职责，但这些权力通常与他们的原始职务有关。事实上，这样的安排常常是比较有效率的，这一安排有助于保持管理效率和连贯性。

## 實例

### 香港
官守議員（英語：ex officio member，又稱當然議員）為在議會中因擔任公職而自動變成議員的人。在香港殖民地時期時，布政司、財政司和律政司都自動成為立法局議員。 現在香港特別行政區行政會議還有官守議員，所有3司的司長、副司長及16局的局長都自動成為行政會議的成員
此外，在香港區議會制度當中，所有新界區分的鄉事委員會主席，均自動成為區議會當然議員。